# Stronghold 2
Stronghold 2 est un jeu vidéo de stratégie et de gestion sorti en 2005 et fonctionnant sur Windows. Le jeu a été développé par Firefly Studios puis édité par 2K Games.
Stronghold 2 propose plus de contenus que ses prédécesseurs Stronghold et Stronghold Crusader : apparition d'un centre de recrutement des mercenaires, de la renommée qui est étroitement liée aux activités du seigneur et du château, d'un système de peine aux criminels plus élaboré, de nouvelles formes de matières premières et de nouvelles troupes recrutables, plus variées, mais également de nouvelles armes de siège et de défense du château.

## Système de jeu
Stronghold 2 vous propose deux véritables systèmes de jeu via le système de voie : la voie de la paix ou celle de la guerre. Ces deux systèmes de jeu vous feront vivre un jeu totalement différent. Les personnes souhaitant suivre la voie de la paix devront se concentrer sur la construction et la gestion de leur château, en veillant au bonheur des occupants du château, la bonne récolte des différentes ressources. Et donc logiquement, la voix de la guerre se concentre davantage sur la gestion et mise en place d’une armée, afin de combattre les forces adverses présentes.
Ces deux systèmes de jeu sont disponibles via deux campagnes proposés par le jeu. Au-delà de ces deux systèmes, on pourra retrouver également un mode bataille, où on joue soit les assaillants soit les défenseurs du château. Comme dans tout jeu de stratégie, un éditeur de niveau est également disponible, permettant de créer des cartes jouables, jusqu’à 8. La mise à jour Steam du titre permet également l’ajout de partage de contenu via le workshop, et cette version Steam ajoute des cartes supplémentaires.
Autant jeu de simulation que jeu de stratégie, le titre de Firefly Studio danse sur les deux terrains de jeu. Le souci est que le jeu souffre encore aujourd’hui de problèmes, notamment concernant l’IA, que ce soit de vos unités ou celle de vos adversaires. Ainsi, le pathfinding, ou le chemin emprunté par l’IA, se bloque dans des situations illogiques, même durant une partie en multijoueur. De plus, dans le jeu, lors des fameuses phases de siège, on peut voir un véritable pic de difficulté, que l’on soit d’un côté comme de l’autre. Dommage que ces phases, pourtant bien pensées, soient mal équilibrées.

## Accueil
| Stronghold 2          |      |         |
| Média                 | Pays | Notes   |
| Eurogamer             | US   | 7/10    |
| GameSpot              | US   | 59 %    |
| IGN                   | US   | 67 %    |
| Jeuxvideo.com         | FR   | 13,1/20 |
| Compilations de notes |      |         |
| Metacritic            | US   | 63 %    |
| GameRankings          | US   | 65,5 %  |